# Michael Robotham
Michael Robotham (Casino, 9 novembre 1960) è uno scrittore australiano, autore di thriller.

## Biografia
Robotham è nato a Casino, in Australia, nel novembre del 1960 e ha trascorso la propria adolescenza in piccole città di provincia. A partire dal 1979 ha intrapreso quella che per lui sarà una lunga carriera giornalistica presso il Fairfax Press di Sydney; qui è stato tra l'altro uno dei primi a visualizzare le lettere e i diari dello zar Nicola II e di sua moglie Alexandra, reperiti nell'Archivio di Stato di Mosca nel 1991. È riuscito inoltre ad accedere a dei preziosi file Hitler-Stalin, creduti dispersi da quasi 50 anni, fino a quando un pulitore è involontariamente inciampato in uno scatolone messo fuori posto, rinvenendo così tali documenti .
Si è spostato a Londra nel 1986. Nel 1993, trasferitosi definitivamente nella capitale e abbandonato il giornalismo, dopo 14 anni di articoli scritti sui giornali di tutto il mondo anglosassone, è diventato un ghostwriter, scrivendo, dietro pseudonimo, "autobiografie" di personaggi famosi nel campo dell'arte, dell'esercito e dello sport. Dodici di questi titoli non-fiction sono stati venduti con un fatturato complessivo di oltre 2 milioni di copie .
Tornato in Australia nel 1996, ha deciso di dedicarsi a tempo pieno alla scrittura.

## Carriera di scrittore
Il suo primo romanzo, L'indiziato, un thriller psicologico, ha riscosso grande successo in tutto il mondo ed è stato scelto dal grande consorzio mondiale del Club del Libro come quinto "Libro Internazionale del mese" e tradotto in ventidue lingue differenti.
Lo scrittore ha poi scritto un seguito, Perduta, che ha vinto il Ned Kelly Award per la Crime Book of the Year nel 2005, consegnatogli dalla Australian Crime Writers Association.
Altri suoi romanzi sono The Night Ferry (2007) e Il manipolatore (2008), entrambi inseriti nella rosa dei candidati il Crime Writer's Association Steel Dagger. Nell'agosto 2008, grazie a Il manipolatore, ha vinto un secondo Ned Kelly.
Più recenti sono invece Ogni goccia di sangue (2010)  e The Wreckage (2011), mentre nel 2012 Robotham ha pubblicato il suo ottavo romanzo, Di' che ti dispiace.
Nel 2014, a un decennio dalla pubblicazione del suo primo libro, uscirà Life or Death, un nuovo thriller d'azione che vede il protagonista, il detenuto Audie Palmer, autore di un furto di sette milioni di dollari mai ritrovati, evadere dal carcere il giorno prima di essere liberato .

## Opere
- L'indiziato (The Suspect) (2004) - Rizzoli
- Perduta (Lost) (2005)
- The Night Ferry (2007)
- Il manipolatore (Shatter) (2008) - Fanucci
- Bombproof (2008)
- Ogni goccia di sangue (Bleed For Me) (2010) - TimeCrime
- The Wreckage (2011)
- Say You're Sorry (2012)
- Watching You (2013)
- Life or Death (2014)
- Close Your Eyes (2015)
- The Secret She Keeps (2017)
- The Other Wife (2018)
- Brava ragazza cattiva ragazza (Good Girl, Bad Girl) (2019)
- La ragazza che viene dal buio (When She Was Good) (2020)
- Inseparabili (Lying Beside You) (2022)

## Premi e riconoscimenti
- Ned Kelly Awards for Crime Writing, Best Novel per Perduta (2005)
- Nominato al Ned Kelly Awards for Crime Writing, Best Novel per The Night Ferry (2007)
- Nominato al Crime Writers' Association (UK), CWA Ian Fleming Steel Dagger per The Night Ferry (2007)
- Ned Kelly Awards for Crime Writing, Best Novel per Il manipolatore (2008)
- Nominato al Crime Writers' Association (UK), CWA Ian Fleming Steel Dagger per Il manipolatore (2008)
- Vincitore Gold Dagger 2015 per Life or Death
- Vincitore Gold Dagger 2020 per Good Girl, Bad Girl